# Stamboom Emilia van Oranje-Nassau (1569-1629)
Dit is de stamboom van Emilia van Oranje-Nassau (1569-1629).
| Stamboom Emilia van Oranje-Nassau (1569-1629)                                | Stamboom Emilia van Oranje-Nassau (1569-1629) | Stamboom Emilia van Oranje-Nassau (1569-1629) |
| ---------------------------------------------------------------------------- | --- | --- |
| Grootouders                                                                  | Willem I van Nassau-Dillenburg (1487-1559) Willem de Rijke x Juliana van Stolberg (1506-1580) | Maurits van Saksen (1521-1553) x Agnes van Hessen |
| Ouders                                                                       | Willem I (1533-1584) Willem de Zwijger x 1561 Anna van Saksen (1544-1577) | Willem I (1533-1584) Willem de Zwijger x 1561 Anna van Saksen (1544-1577) |
| Emilia van Oranje-Nassau (1569-1629) x 1597 Emanuel van Portugal (1568-1638) | | |
| Kinderen                                                                     | Dochter (1598-1602) Maria Belgica van Portugal (1599-1647) Emanuel Anton van Portugal (1600-1666) Lodewijk Willem van Portugal (1601-1660) Dochter (1602-1603) Emilia Louise van Portugal (1603-1670) Anna Louise van Portugal (1605-1669) Juliana Catharina van Portugal (ca. 1607-1680) Mauritia Eleonora van Portugal (1609-1674) Sabina Delphica van Portugal (1612-1670) | Dochter (1598-1602) Maria Belgica van Portugal (1599-1647) Emanuel Anton van Portugal (1600-1666) Lodewijk Willem van Portugal (1601-1660) Dochter (1602-1603) Emilia Louise van Portugal (1603-1670) Anna Louise van Portugal (1605-1669) Juliana Catharina van Portugal (ca. 1607-1680) Mauritia Eleonora van Portugal (1609-1674) Sabina Delphica van Portugal (1612-1670) |